# Chiesa di Santa Maria della Rosa (Lucca)
La chiesa di Santa Maria della Rosa è una chiesa di Lucca che si trova in via della Rosa.
In questa chiesa il 1º settembre 1574 san Giovanni Leonardi fondò i Chierici regolari della Madre di Dio.

## Architettura

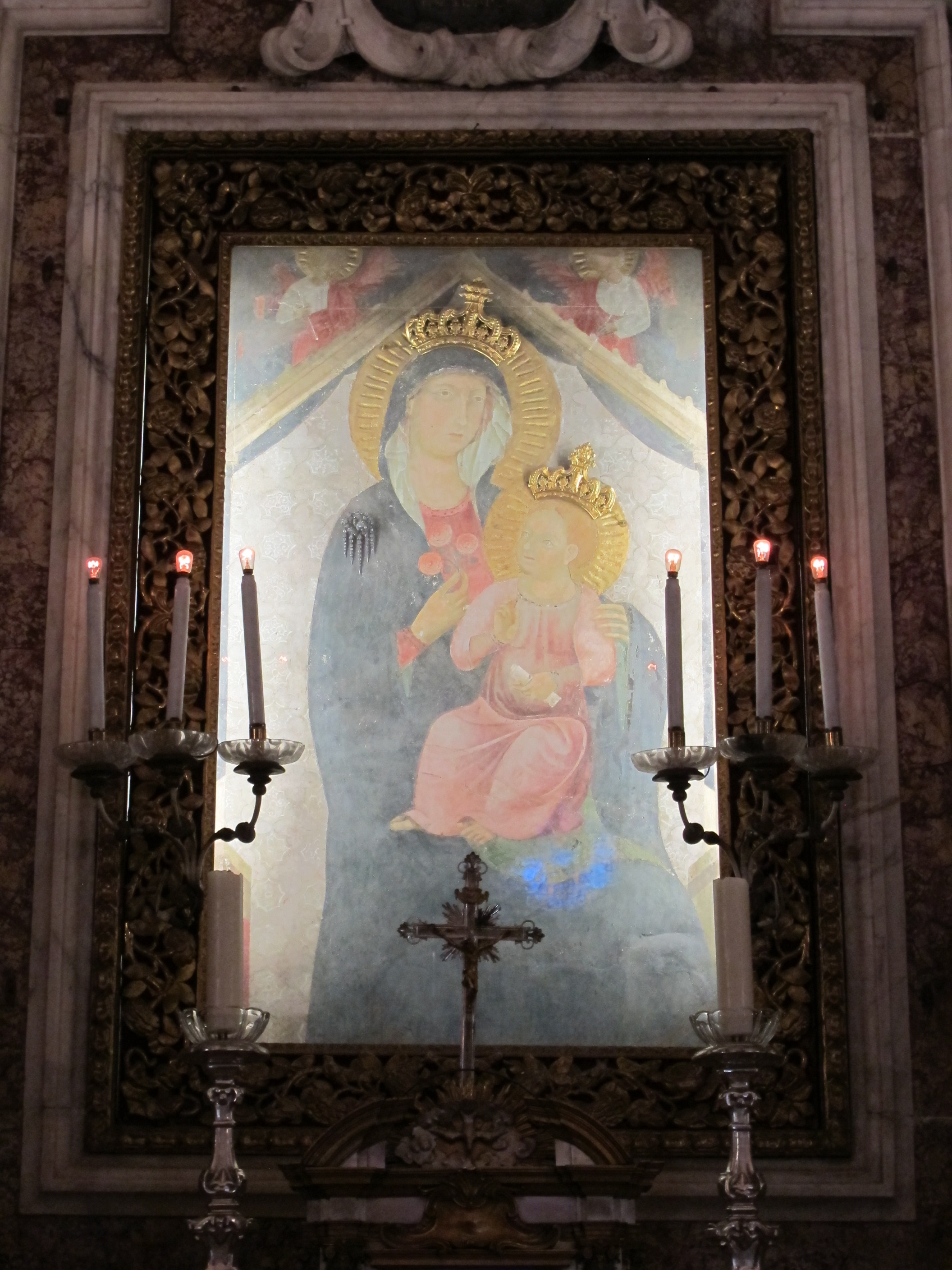
Madonna della rosa
XIV secolo

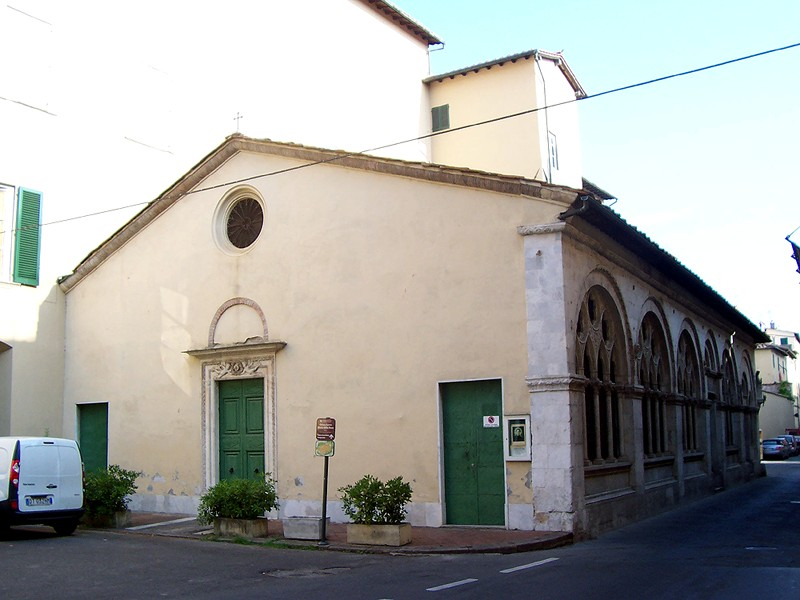
Esterno della chiesa

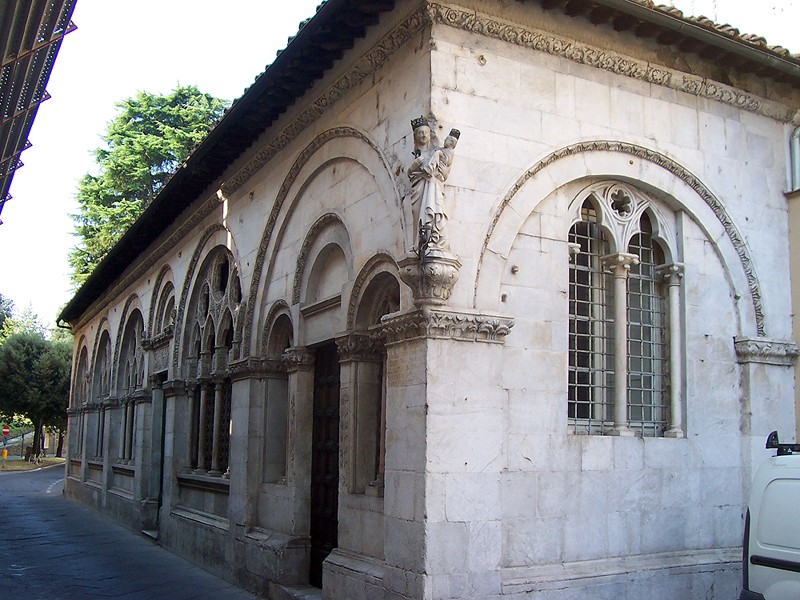
Esterno della chiesa

La chiesa risale al 1309 con la trasformazione di un oratorio dove era venerata un'immagine della Madonna tra i Santi Pietro e Paolo. 
L'accrescersi della venerazione per la Madonna, che venne detta "della rosa" dai fiori che tiene in mano, portò nel 1333 a un nuovo ampliamento dell'oratorio, del quale fu mutato l'orientamento, che a ovest si appoggiò alle mura romane mentre gli altri lati vennero articolati con archeggiature a tutto sesto che, nel fianco est, accolgono bifore. 
La facciata fu completata alla fine del Quattrocento con un portale riferibile all'ambiente di Matteo Civitali. 
L'interno, frutto di un intervento quattrocentesco, è articolato in tre navate su colonne e volte a crociera. Sull'altare maggiore è collocata la trecentesca Madonna della Rosa. 
La parete interna sul lato occidentale è l'unico tratto delle mura romane di Lucca che ci sia giunto in buone condizioni di conservazione.

## Luoghi di Gemma Galgani
- Questa chiesa fu frequentata assiduamente negli ultimi anni della sua vita terrena da Santa Gemma Galgani dal 1900 al 1903, anno in cui morì l'11 aprile, sabato santo, malata di tubercolosi. In questa chiesa Gemma viene ricordata ogni anno nell'anniversario della sua morte.
- È possibile pregare vicino allo scranno originale dove Santa Gemma usava racchiudersi in preghiera durante la frequentazione della chiesa. Esso si trova subito a fianco dell'entrata principale della chiesa.